# Lasse Lunderskov
Lasse Lunderskov (født 25. november 1947 i København) er en dansk skuespiller, musiker og sanger, der ikke har nogen egentlig skuespilleruddannelse bag sig. Lasse Lunderskov var med i beatgruppen The Maxwells. Han har lagt stemme til en lang række tegnefilm og har siden 1997 for alvor fået roller i danske spillefilm.
Lasse gik oprindeligt på Sankt Annæ Gymnasium, og dannede her det første band "The Dragons" (senere Maxwells) med de tre skolekammerater, Jørgen, Lars og Børge, som – bortset fra Jørgen – sang i Københavns Drengekor, Lars som solist.
Sidst i 60'erne blev Maxwells hyret af Preben Harris til at spille med som orkester på scenen i Gladsaxe Teaters første opsætning af musicalen Hair, som også have en ung Erik Wedersøe, Paul Hüttel, Lykke Nielsen m.fl. på rollelisten. I den anledning startede Maxwells som de første med at bruge psykedelisk lys, hvilket de siden diverterede med som opvarmning til koncerter med Frank Zappa i Falkonersalen og Janis Joplin i Tivoli.
Først i 70'erne meldte Lasse sig til at synge i Jesus Christ Superstar, men endte med at sidde i orkesteret og spille guitar, i øvrigt sammen med Claus Asmussen. Lasse har formodentlig været en af de årganges teknisk bedste guitarister, og spillede desuden piano, indisk sitar og andre instrumenter.
Efterfølgende dannede han vokalgruppen "Flair" med en purung Sanne Salomonsen, Jannie Høeg, Tamra Rosanes og Allan Heidinger (senere Gert Rostock), og havde held til få Hank B. Marvin til at producere for sig.
Sidenhen har han lavet musik med bl.a. Torben Hellborn, Maria Stenz og Niels Harrit men er langsomt gledet over i skuespilfaget.

## Filmografi
- Nissebanden i Grønland - 1989
- Den store Kul-Tur (1996)
- Ørnens øje – 1997
- Festen – 1998
- Kærlighed ved første hik – 1999
- I Kina spiser de hunde – 1999
- Olsenbandens første kup – 1999 – 2000
- At klappe med een hånd – 2001
- Olsen-banden Junior – 2001
- Grev Axel – 2001
- Jolly Roger (film) – 2001
- Den Rette Ånd – 2005

### Animationsfilm
- Toy Story (1995)
- Klokkeren fra Notre Dame (1996)
- Græsrødderne (1998)
- Toy Story 2 (1999)
- Monsters, Inc. (2001)
- Find Nemo (2003)
- Madagascar (2005)
- Madagascar 2 (2008)
- Madagascar 3 (2012)
- Peter Pan (1953) (nyt lydspor fra 2003)
- Aladdin (1992)
- Herkules (1997)
- Mulan (1998)
- Lille Kylling (2005)
- Helt Vildt (2006)
- Antz (1998)
- Harry Potter og Hemmelighedernes Kammer (2002)
- Hund og kat imellem (2001)
- Harry Potter og De Vises Sten (2001)
- Jul i Bakkekøbing (2013)

### Tegnefilmserier
- Fosters hjem for fantasivenner (2004-2009)
- Powerpuff Pigerne (1998-2005)
- Camp Lazlo (2005)
- Looney Tunes (1955-nu)
- Familien Flintstone (1960-1966)
- Krampetvillingerne (2001-2006)
- Justice League (2001-2004)

### Tv-serier
- Hvor kommer tingene fra (1983-1996)

## Ekstern henvisning
- Lasse Lunderskov på Internet Movie Database (engelsk)
- Lasse Lunderskov på Filmdatabasen
- Lasse Lunderskov på danskefilm.dk
- Lasse Lunderskov på danskfilmogtv.dk
- Lasse Lunderskov på Scope
- Lasse Lunderskov på Svensk Filmdatabas (svensk)
- Lasse Lunderskov på AlloCiné (fransk)
- Lasse Lunderskov på The Movie Database (engelsk)
- Lasse Lunderskov på danskefilmstemmer.dk